# حيازة صغيرة

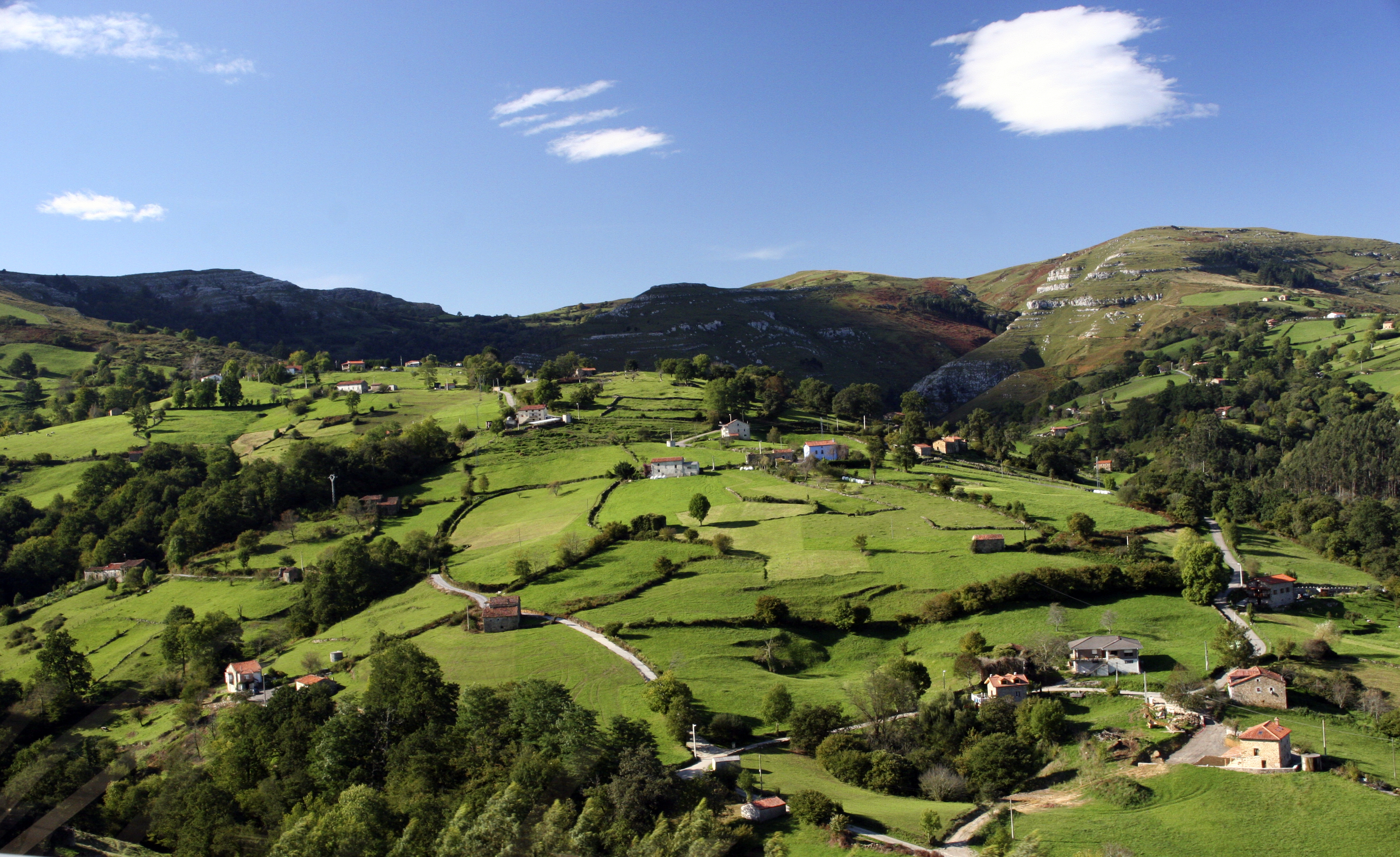

الحيازة الصغيرة هي مزرعة صغيرة الحجم.
وفي دول العالم الثالث، عادةً ما تكون الحيازات الصغيرة مزارع تدعم عائلة واحدة من خلال مزيج من المحاصيل النقدية وزراعة الكفاف. كلما أصبحت الدولة أكثر ثراء أصبحت الممارسات الزراعية أكثر كفاءة، استمرت ربما الحيازات الصغيرة كحق شرعي لملكية الأرض تاريخيًا. وفي المجتمعات الأكثر ثراء، قد يتم تقييم الحيازات الصغيرة بشكل أساسي من حيث نمط الحياة الريفي الذي توفره. في كثير من الأحيان، لا يجني المالك رزقه من المزرعة. ويوجد ما يقدر بـ 500 مليون مزارع من أصحاب الحيازات الصغيرة في العالم، ويدعمون ما يقرب من ملياري شخص.

## الحيازات الصغيرة في بريطانيا
في نطاق استخدام الإنجليزية البريطانية، تم تعريف الحيازة الصغيرة بأنها قطعة صغيرة من الأرض وما يجاورها من مساكن معيشية مجاورة لأصحاب الحيازات الصغيرة إلى جانب إسطبل الماشية، وذلك على مساحة أصغر من المزرعة ولكنها أكبر من مساحة الحديقة التي تقل عادةً عن 50 أكر (0.20 كـم2). وغالبًا ما يتم إنشاؤها لتربية حيوانات المزارع على أساس عضوي في المراعي واسعة النطاق. بدلاً من ذلك، قد يركز صاحب الحيازة الصغيرة على زراعة الخضروات بالطرق التقليدية المتنوعة أو الطرق الحديثة باستخدام الأغطية البلاستيكية أو الدفيئات أو الأغطية لتحقيق النمو السريع.
بشكل عام، تقدم الحيازة الصغيرة لصاحبها وسائل تحقيق الاكتفاء الذاتي فيما يتعلق باحتياجاته واحتياجات أسرته التي قد تكون قادرة على تكملة احتياجاتها من خلال بيع المنتجات الفائضة في أسواق المزارعين و/أو أكشاك البيع المؤقتة أو أسواق البيع القطاعي التي غالبًا ما تكون جزءًا من الحيازة الصغيرة.
وفي تطور مستقل، ظهرت ما يسمى مزارع اجمع ما ستشتريه من الفاكهة الخفيفة (أو الخضروات) (حيث يتم استخدام كلمة «مزرعة» كتعبير شائع وليس للإشارة إلى الحجم) على مر السنين في محيط المدن، والتي تنتمي في طريقة إدارتها إلى فئة الحيازات الصغيرة وليس المزارع. وكان تيد مولت رائدًا في مزارع «اجمع الفراولة» في المملكة المتحدة في عام 1961.
وعادةً ما تتألف هذه المزارع من حقل كبير يتم تقسيمه إلى عدة شرائح تتمثل في أشجار مثمرة أو شجيرات أو أنواع متعددة من الخضروات، وكلها أنواع من المنتجات التي تنضج في فصول السنة المختلفة.
في هذا النوع من المؤسسات، فإنه بمجرد أن يتم الانتهاء من التخطيط والاستثمار الأولي (في النباتات والأشجار والشجيرات، وما إلى ذلك)، تتم إعادة زراعة النباتات الحولية والحفاظ على النباتات المعمرة، وإزالة الحد الأدنى من الأعشاب الضارة من المنطقة المطلوب زراعتها، في حين أن المستهلكين أنفسهم يفعلون ذلك في الحصاد.
بالإضافة إلى ذلك، يتم إعداد المرافق بحيث يدفع العميل ثمن كمية المنتجات التي تمكن من «حصدها».

## مزارع الهواة في أستراليا
يشيع تعبير مزارع الهواة في أستراليا للإشارة إلى عدة حيازات صغيرة بحجم 2 هكتار وصولاً إلى حجم المزرعة الذي يحقق الاكتفاء الذاتي والذي يسمح بأن يملك «مزارع المدينة» منزلاً وعددًا صغيرًا من الحيوانات أو حقول محاصيل صغيرة أو كرمة. في غرب أستراليا، يُطلق على هذه المزارع في الغالب اسم ملكية ريفية خاصة لأغراض التخطيط.

## مزارع محاطة بالمساكن في نيوزيلندا
في نيوزيلندا، يشير تعبير المزارع المحاطة بالمساكن إلى حيازة صغيرة تعود قيمتها في الأساس إلى نمط الحياة الريفية فيها. كذلك، كثيرًا ما تؤدي قيود التخطيط في تقسيم الأراضي الزراعية إلى ظاهرة مزارع محاطة بالمساكن بحد أدنى من الحجم المسموح به بالقرب من المناطق الحضرية.

## استخدام دول العالم الثالث
في العديد من دول العالم الثالث، تعتبر الحيازة الصغيرة قطعة أرض صغيرة ذات قيمة إيجارية صغيرة يتم استخدامها في زراعة المحاصيل.
لمزيد من المعلومات عن كيفية مساعدة أصحاب الحيازات الصغيرة في الدول النامية، يرجى زيارة www.smallholderagriculture.com .
1. ↑  International Fund for Agricultural Development (IFAD): http://www.ifad.org/operations/food/farmer.htm نسخة محفوظة 5 مايو 2013 على موقع واي باك مشين.
2. ↑  Bunnett, R.B. (2002). Interactive Geography 4, pp. 125, 315. SNP Pan Pacific Publishing. ISBN 981-208-657-9.